# Fernando Zúñiga
Fernando Zúñiga (n. 6 de enero de 1968) es un lingüista chileno-suizo especializado en tipología lingüística y lenguas indoamericanas, especialmente el mapudungún y lenguas algonquinas. Desde febrero de 2013 hasta enero de 2024 dirigió la Cátedra de Lingüística General y Comparada en  el Instituto de Lingüística de la Universidad de Berna. Desde su retiro por razones de salud a comienzos de febrero de 2024, es investigador asociado en esta última institución.